# Johannes Heesters
Johannes "Jopie" Heesters właśc. Johan Marius Nicolaas Heesters (ur. 5 grudnia 1903 w Amersfoort, zm. 24 grudnia 2011 w Starnbergu) – holenderski aktor, piosenkarz, artysta operetki, działający głównie w krajach niemieckojęzycznych. Do wieku 107 lat cieszył się sławą najstarszego aktywnego aktora na świecie, obecnego przez 90 lat na scenie oraz 87 lat w produkcjach filmowych i telewizyjnych.

## Życiorys

### Wczesne lata

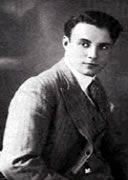
Heesters w wieku 16 lat (1919)

Johan Marius Nicolaas Heesters urodził się 5 grudnia 1903 w Amersfoort w rodzinie kupieckiej jako najmłodszy z czterech synów sprzedawcy Jacobusa (1865-1946) i gospodyni domowej Gertruidy z domu van der Hoevel (1866-1951). Kształcił się również w zawodzie kupca, ale w dniu swoich 16. urodzin, pod wpływem wizyty w teatrze razem z ojcem, powziął postanowienie zostania aktorem. Rok później, uzyskawszy podstawowe wykształcenie aktorskie i wokalne, debiutował na scenie w Amsterdamie. Występował również w Hadze, Brukseli, Rotterdamie. W 1924 zanotował debiut filmowy (w niemej holenderskiej produkcji Cirque Hollandais), a w 1932 po raz pierwszy wystąpił jako śpiewak (A Dream Play Augusta Strindberga). W kolejnych latach występował w licznych operetkach (Waltzertraum, Dreimäderlhaus, König der Vagabunden), co przyniosło mu sławę i zaowocowało zaproszeniem do jednej z operetkowych stolic świata – Wiednia. Tam w 1934 debiutował w Volksoper w przedstawieniu Der Bettelstudent Karla Millöckera. Popularny w Wiedniu Heesters występował również gościnnie w innych austriackich miastach – Salzburgu, Innsbrucku, Grazu.

## Kariera

### Przed i w czasie wojny
W 1936 przeniósł się do Berlina, gdzie nawiązał współpracę z wytwórnią filmową UFA. Występował w filmach muzycznych i adaptacjach operetek, m.in. „Student żebrak” (Der Bettelstudent), Gasparone, Nanon, Hallo Janine, Rosen in Tirol, Immer nur Du, „Zemsta nietoperza” (Die Fledermaus), Illusion, partnerując takim aktorkom, jak Carola Höhn, Marika Rökk czy Brigitte Horney. Kontynuował także występy sceniczne. Berlińska publiczność nadała mu przydomek "Jopie", a jego najsłynniejszą rolą stała się postać hrabiego Daniło Daniłowicza w Wesołej wdówce Lehára. Heesters odgrywał ją od 1938 przeszło 1600 razy, czyniąc z partii Heut geh' ich ins Maxim swoją artystyczną wizytówkę. W 1942 po raz pierwszy zaprezentował się w telewizji. Nie angażował się w życie polityczne, jednak działalność artystyczna w okresie rządów nazistowskich (uczestniczył m.in. w występie dla strażników obozowych w Dachau w 1941) sprawiła, że w Holandii uważano go za kolaboranta. Na przedstawieniach z jego udziałem bywał Adolf Hitler. Jego nazwisko figurowało na Gottbegnadeten-Liste (Lista obdarzonych łaską Bożą w III Rzeszy) wśród Niezastąpionych, znalazł się tam jako jedyny obcokrajowiec.

### Po II wojnie światowej

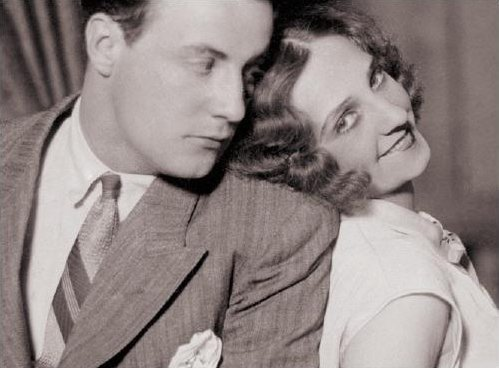
Heesters ze swoją pierwszą żoną Louisą Ghijs w 1928

Koniec wojny nie wpłynął negatywnie na karierę Heestersa, który w nowych warunkach politycznych nadal występował, zarówno jako artysta operetki, jak i aktor filmowy. Obok Wesołej wdówki grywał m.in. w innych operetkach Lehára Książę Luksemburg i Carewicz - w Wiedniu, Monachium, Berlinie. W 1953 na zaproszenie Otto Premingera wystąpił w hollywoodzkiej produkcji Die Jungfrau auf dem Dach. Film ten wyprodukowano jednocześnie w wersji anglojęzycznej i niemieckojęzycznej, wersja angielska The Moon Is Blue zdobyła kilka nominacji do Oscara, a postać, którą odtwarzał w wersji niemieckiej Heesters, w The Moon Is Blue zagrał David Niven.
W latach 60. Heesters ograniczył występy filmowe, koncentrując się na pracy scenicznej i telewizyjnej. Nagrywał również płyty. W 1978 wystąpił w Monachium w musicalu Gigi, zyskując pochlebne recenzje. W 1982 u boku Carla-Heinza Schrotha zagrał w filmie telewizyjnym Sonny Boys na motywach sztuki Neila Simona.

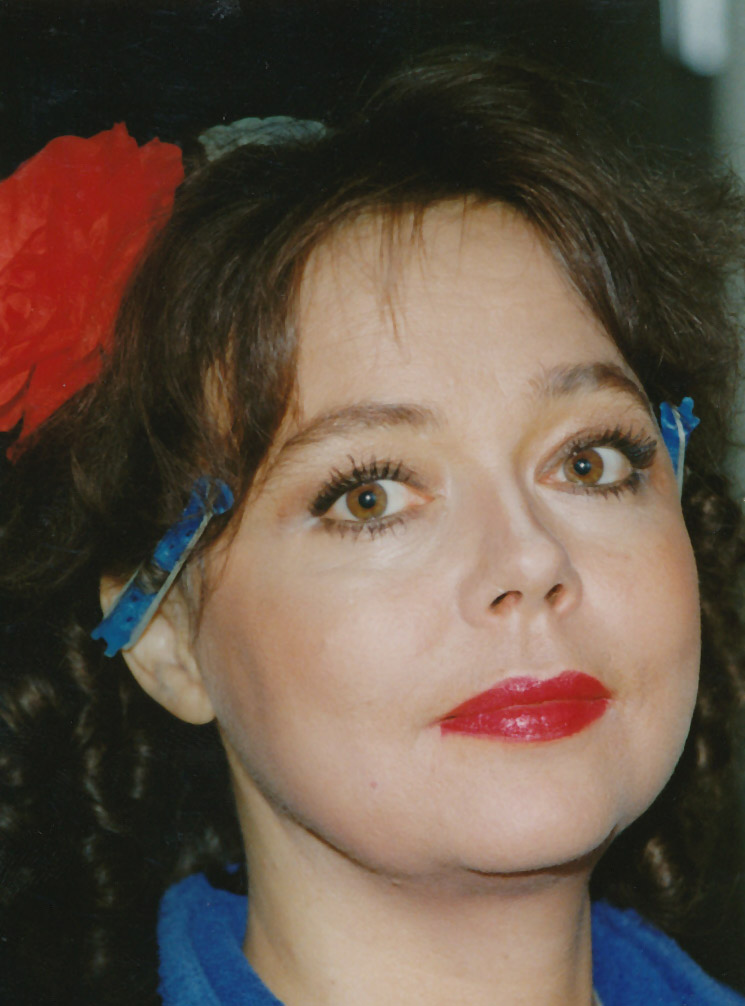
Druga żona Heestersa, Simone Rethel

W 1986 odbył tournée po krajach niemieckojęzycznych z przedstawieniem Casanova auf Schloß Dux, w którym zagrał rolę starzejącego się uwodziciela Casanovy.
W latach 1996–2001 dał serię przedstawień Ein gesegnete Alter Curtha Flatowa, występując m.in. w Hamburgu,
Berlinie, Monachium i Wiedniu u boku drugiej żony. Występy te, po ukończeniu 90. roku życia, dały
mu miejsce w Księdze rekordów Guinnessa w rubryce "najstarszy aktywny aktor świata".
Heesters pozostaje jednak aktywny nie tylko po ukończeniu 90. roku życia, ale i w wieku 100 lat. Setne urodziny obchodził w 2003, występując w przedstawieniu, którego był zarazem bohaterem - Heesters - eine musikalische Hommage. 103. urodziny w grudniu 2006 obchodził w Konzerthaus w Wiedniu.
Johannes Heesters otrzymał wiele nagród i wyróżnień. Jest m.in. pięciokrotnym laureatem nagrody mediów niemieckich Bambi (1967, 1987, 1990, 1997, 2003). Nestora aktorów uczcili w swoisty sposób niemieccy pokerzyści, z okazji jego 99. urodzin żartobliwie określając parę dziewiątek dowolnego koloru "Johannes Heesters".
Mimo stopniowej utraty wzroku był aktywny jako aktor niemal do ostatnich chwil. Mimo że prawie całkowicie niewidomy z powodu jaskry i zwyrodnienia plamki żółtej nadal śpiewał i grał małe role w musicalach.

## Życie prywatne

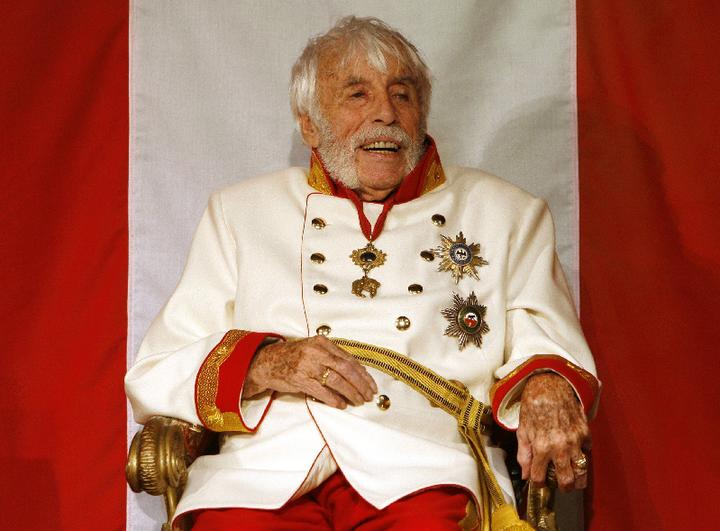
Johannes Heesters w wieku 104 lat, 12 lutego 2008

Pierwszą żoną Heestersa była belgijska aktorka Louisa H. Ghijs, którą poślubił w 1930. Z małżeństwa tego urodziły się dwie córki - Wiesje (ur. 1931), pianistka i Nicole (ur. 1937). Aktorką jest również wnuczka Heestersa, Saskia Fischer. Po śmierci pierwszej żony (1985) Heesters poślubił w 1992 młodszą o prawie pół wieku niemiecką aktorkę Simone Rethel (ur. 1949), którą poznał w czasie przygotowań do przedstawienia Casanova auf Schloß Dux.
1 stycznia 2008 upadł ze schodów w swoim domu w Tyrolu i złamal dwa żebra. 29 listopada 2011 z powodu ostrej gorączki został przewieziony do szpitala. Wrócił do domu po niespełna tygodniu.
Swe 108. urodziny w grudniu 2011 obchodził skromnie, w gronie najbliższych.

### Śmierć
17 grudnia 2011 został przyjęty na oddział intensywnej terapii w szpitalu w Starnbergu. Zmarł niedługo potem w wigilię świąt Bożego Narodzenia 2011. Powodem śmierci był udar mózgu. Do samego końca była obecna przy nim żona, Simone Rethel. Johannes Heesters pozostawił pięcioro wnuków, jedenaścioro prawnuków i troje praprawnuków.
Został pochowany na Cmentarzu Północnym w Monachium.

## Długowieczność
Dożycie 108 lat i 19 dni pozwoliło Heestersowi otrzymać tytuł najstarszego aktora w historii. Nie był jednak najstarszym śpiewakiem (tytuł ten dzierży szwajcarski tenor Hugues Cuénod (1902-2010), który przeżył 108 lat i 163 dni). W chwili śmierci Heesters był drugim najstarszym mężczyzną w Niemczech za Paulem Veitem (ur. 15 stycznia 1903). Był także 3. najstarszym żyjącym Holendrem, oraz jednym z 18. holenderskich mężczyzn w historii, którzy osiągnęli wiek 108 lat.

## Dyskografia

### Albumy
- 1965: Jetzt geh' ich ins Maxim
- 2003: Ich werde 100 Jahre alt

### Single
- 1937: Ich werde jede Nacht von ihnen träumen
- 1939: Musik, Musik, Musik
- 1941: Liebling, was wird nun aus uns beiden
- 1941: Man müßte Klavier spielen können
- 1949: Das kommt mir spanisch vor
- 1949: Tausendmal möchte' ich dich küssen
- 1998: Ich werde 100 Jahre alt
- 2007: Generationen

## Odznaczenia, ordery, nagrody
- 1984: Bawarski Order Zasługi
- 1993: Order Berliński Zasługi
- 2000: Ring of Honour of the City of Vienna
- Bambi w 1967, 1987, 1990, 1997, 2003, 2007, 2008, 2009, 2010
- 2001: Platinum Romy
- 2003: Złota Kamera

## Filmografia
- 1924: Cirque hollandais
- 1934: Bleeke Bet
- 1935: De vier Mullers
- 1936: Die Leuchter des Kaisers
- 1936: Der Bettelstudent
- 1936: Das Hofkonzert
- 1937: Wenn Frauen schweigen
- 1937: Gasparone
- 1938: Nanon
- 1938: Immer wenn ich glücklich bin..!
- 1939: Hallo Janine!
- 1939: Das Abenteuer geht weiter
- 1939: Meine Tante – Deine Tante
- 1940: Liebesschule
- 1940: Die lustigen Vagabunden
- 1940: Rosen in Tirol
- 1941: Immer nur … Du!
- 1941: Jenny und der Herr im Frack
- 1941: Illusion
- 1942: Karneval der Liebe
- 1944: Es lebe die Liebe
- 1944: Glück bei Frauen
- 1944: Es fing so harmlos an
- 1944: Frech und verliebt (1948)
- 1946: Die Fledermaus (1946)
- 1946: Renée / Renée XIV. Der König streikt
- 1947: Wiener Melodien
- 1949: Liebe Freundin
- 1950: Wenn eine Frau liebt
- 1950: Hochzeitsnacht im Paradies
- 1951: Professor Nachtfalter
- 1951: Tanz ins Glück
- 1951: Die Csardasfürstin
- 1952: Im weißen Rößl
- 1953: Die geschiedene Frau

- 1953: Die Jungfrau auf dem Dach
- 1953: Schlagerparade
- 1953: Hab' ich nur Deine Liebe
- 1954: Stern von Rio
- 1955: Bel-Ami
- 1955: Gestatten, mein Name ist Cox (Film)
- 1956: Ein Herz und eine Seele / …und wer küßt mich
- 1956: Opernball
- 1956: Heute heiratet mein Mann
- 1957: Bel Ami. Der Frauenheld von Paris
- 1957: Viktor und Viktoria
- 1957: Von allen geliebt
- 1958: Bühne frei für Marika!
- 1958: Besuch aus heiterem Himmel / Jetzt ist er da aus USA
- 1958: Frau im besten Mannesalter
- 1959: Die unvollkommene Ehe
- 1960: Am grünen Strand der Spree (TV, part 5)
- 1961: Junge Leute brauchen Liebe
- 1968: Unsere liebste Freundin (TV)
- 1973: Hallo, Hotel Sacher…Portier (TV, episode 2)
- 1974: Hochzeitsnacht im Paradies (TV)
- 1980: Liebe bleibt nicht ohne Schmerzen (TV)
- 1982: Sonny Boys (TV) (Carl-Heinz Schroth)
- 1984: Die schöne Wilhelmine (TV fourt part series)
- 1985: Otto – Der Film
- 1991: Altes Herz wird nochmal jung
- 1993: Zwei Münchner in Hamburg
- 1994: Silent Love (Short film)
- 1995: Grandhotel
- 1996: Ein gesegnetes Alter (TV)
- 1999: Theater: Momo (TV)
- 2001: Otto – Mein Ostfriesland und mehr (TV)
- 2003: Zurück ins Leben
- 2008: 1½ Ritter – Auf der Suche nach der hinreißenden Herzelinde
- 2008: Wege zum Glück

## Cytaty
- "Mój sekret długiego i zdrowego życia to praca. To ona sprawia, że jestem szczęśliwy i daje mi powód do pozostania przy życiu". - Johannes Heesters, 9 września 2006